# Parallelia consobrina
Parallelia consobrina là một loài bướm đêm trong họ Erebidae.